# Теопомп (песник)
Теопомп (старогрчки: Θεοπομπος) био је атински песник грчке старе комедије, син Теодекта или Теодора. Написао је 24 драме.

## Сачувани наслови и фрагменти
Двадесет наслова, заједно са деведесет седам повезаних фрагмената, су све што је преживело од Теопомповог дела.
- Admetus
- Althea
- Aphrodite
- Batyle
- Peace (Eirene)
- Hedychares
- Theseus
- Callaeschrus
- Barmaids (Kapelides)
- The Mede
- Nemea
- Odysseus
- Children (Paides)
- Pamphile
- Pantaleon
- Penelope
- Sirens
- Female Soldiers (Stratiotides)
- Teisamenus
- Phineus